# Il sequestro Soffiantini
Il sequestro Soffiantini è una miniserie televisiva del 2002 di Riccardo Milani, interpretata da Claudia Pandolfi, Claudio Santamaria e Michele Placido. Il soggetto è tratto dall'opera letteraria Il mio sequestro di Giuseppe Soffiantini e Tonino Zama.
Nell'ultima scena ambientata in Australia dove Giuseppe Soffiantini si reca per un confronto con l'uomo che potrebbe essere stato il suo carceriere ma che lui non riconosce come tale, è lo stesso Giuseppe Soffiantini a interpretare se stesso in un cameo ed essere brevemente inquadrato mentre lascia il carcere australiano.

## Trama
Nella miniserie TV si raccontano i 237 giorni del sequestro dell'imprenditore bresciano Giuseppe Soffiantini da parte dell'anonima sarda, seguendo le indagini del commissario di polizia Giulia Corrias e l'ispettore dei NOCS Samuele Donatoni.